# Quriat
Quriat (arabisch قريات, auch Quriyat, Qurayat oder Qurayyat) ist eine Kleinstadt mit etwa 21.000 Einwohnern im Sultanat Oman.
Quriat liegt am Indischen Ozean. Die Kleinstadt ist administrativ auch ein Wilaya des Gouvernements Maskat. Der Verwaltungsbezirk hat eine Größe von 1536 km² und eine Einwohnerzahl von 44.911 Personen.
Die Kleinstadt spielte eine Rolle in der portugiesischen Kolonialgeschichte. Die Stadt, die von den Portugiesen auch Curiate oder Kuriyat genannt wurde, wurde 1507 erobert. Nach einer Revolte 1522 wurde die von den Portugiesen eroberte Festung zerstört und 1607 wieder aufgebaut. 1648 eroberte Nasir ibn Murschid die Stadt wieder für den Oman zurück. Die Stadt liegt etwa 100 Kilometer südlich der Hauptstadt Maskat.
Am 27. Juni 2018 fiel die Temperatur in Quriat in 24 Stunden nicht unter 42,6 °C. Einzigartig ist dies, da der Indische Ozean und die Nacht die Luft normalerweise abkühlen lassen. Dieser Wert stellte somit den Mindesttemperaturrekord aus dem Jahr 2012 aus al-Chasab ein. Tagsüber stieg das Quecksilber an diesem Tag auf 49,8 °C.